# Gillotia orbicularis
Gillotia orbicularis är en svampart som först beskrevs av Syd. & P. Syd., och fick sitt nu gällande namn av Sacc. & Trotter 1913. Gillotia orbicularis ingår i släktet Gillotia och familjen Mycosphaerellaceae.   Inga underarter finns listade i Catalogue of Life.